# Севтополь

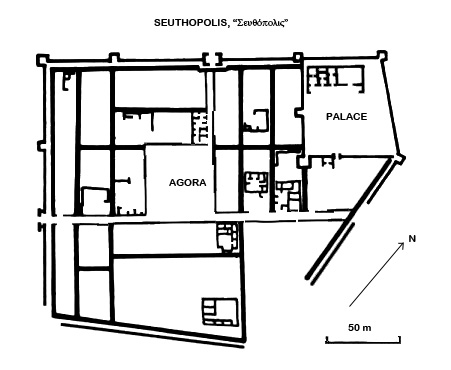
Схематичний план давнього Севтополя

Севто́поль — місто, столиця Фракійського царства.
Розташоване біля р. Казанлик (Болгарія). Було столицею наприкінці 4—3 століть до н. е.
Донині збереглись залишки укріплень, житлових споруд, зброя, знаряддя, кераміка та інші.